# 新潟県道180号春日山停車場春日山城線
新潟県道180号春日山停車場春日山城線（にいがたけんどう180ごう かすがやまていしゃじょうかすがやまじょうせん）は、新潟県上越市内を通る一般県道。

## 概要
- 陸上距離：
- 起点：新潟県上越市大字木田字池田（移転前の春日山駅＝県道534号起点）
- 終点：新潟県上越市大字大豆字愛宕谷（春日山神社駐車場＝県道185号起点）

## 通過する自治体
- 新潟県
  - 上越市

## 重複区間
- 上越市
  - 新潟県道185号春日山城直江津線（大豆1丁目地内 - 春日山神社駐車場）

## 主な接続路線
- 上越市
  - 新潟県道534号春日山停車場線（移転前の春日山駅）
  - 新潟県道63号上越新井線（春日山城入口交差点）
  - 新潟県道185号春日山城直江津線（大豆1丁目地内 - 春日山神社駐車場）